# Историја Краљевине Југославије
Краљевина Југославија је постојала од 1. децембра 1918. до Другог светског рата. Основана је под именом Краљевство Срба, Хрвата и Словенаца, а касније је променила име, прво у Краљевина Срба, Хрвата и Словенаца, а потом у Краљевина Југославија.
По завршетку Првог светског рата створили су се услови за стварање државе која би окупила Јужне Словене који су живели на подручју Србије, Црне Горе и словенских делова Аустроугарске. Краљевина Србија је на почетку Првог светског рата за своје ратне циљеве поставила уједињење Срба, Хрвата и Словенаца, доношењем Нишке декларације 7. децембра 1914. године. Убрзо је уследило формирање Југословенског одбора у Лондону 1915. године и Црногорског одбора за народно уједињење 1917. године. Конкретни преговори о уређењу будуће државе вођени су непосредно у два наврата - на Крфу 1917. године када је донета Крфска декларација и у Женеви 1918. године када је потписан Женевски споразум. Након рата, под вођством Југословенског одбора у Загребу се формира Држава Словенаца, Хрвата и Срба, док су истовремено црногорски делегати на спорној „Подгоричкој скупштини“ донели одлуку о присаједињењу Црне Горе Србији. Притом, и делегати Велике народне скупштине Војводине су 25. новембра донели одлуку да се директно припоје Краљевини Србији. Проглашење нове државе је обавио регент Александар I Карађорђевић, у име свог оца краља Петра I 1. децембра 1918.

## Уједињење и ситуација у покрајинама
Краљевина СХС се граничила на северозападу са Италијом и Аустријом, Мађарском и Румунијом на северу, Бугарском на истоку, Грчком и Албанијом на југу, а на западу је излазила на Јадранско море. Референдум је одржан у аустријској покрајини Корушкој, али је на њему одлучено да Корушка остане у саставу Аустрије. Далматинска лука Задар и неколико далматинских острва су припали Италији, која је покушала да окупира и анектира Црну Гору. Град Ријека је проглашен Слободном Државом Ријеком, али ју је ускоро окупирала и 1924. анектирала Италија. Напетости око границе са Италијом су се наставиле, пошто је Италија тражила још далматинске обале, а Краљевина СХС је тражила Истру, део бившег Аустријског приморја, који је анектирала Италија, али који је имала значајан број словеначког и хрватског становништва. Нова влада је покушала да нову државу интегрише политички и економски, што је био тежак задатак због великих разлика у језицима, националностима и религији, различитим историјама регија и великим разликама у економској развијености међу регионима.
Крајем 1918. године, у договору са Црногорским одбором за народно уједињење српска војска је ушла у Црну Гору. Спорна Подгоричка скупштина српског народа у Црној Гори је 26. новембра 1918. године донела одлуку о збацивању краља Николе и о безусловном сједињењу са Србијом. Присталице свргнутог краља Николе, уз помоћ Краљевине Италије су на то реаговале оружаном побуном. Побуњеници (зеленаши) су се борили за конфедерално југословенско уједињење, а против безусловног припајања Црне Горе Србији. Присталице безусловног уједињења (бјелаши) су угушили ову побуну, а зеленаши су 1924. године прихватили амнестију краља Александра, унука збаченог Краља Николе.
После пропасти Аустроугарске монархије октобра 1918. године, регионе Банат, Бачку и Барању посела је војска Краљевине Србије. Дочекало их је револуционарно расположење, са социјалним покретима сличних бољшевизму. Уместо пропале царевине "потурен" је новој држави, деструктивни анархизам. Фактичку управу над овим подручјима преузели су локални војвођански Срби, а на челу ове управе налазио се Српски Народни Одбор из Новог Сада. Дана 25. новембра 1918. године, сазвана је Велика народна скупштина Срба, Буњеваца и осталих Словена у Банату, Бачкој и Барањи, која је прогласила присаједињење ових региона Краљевини Србији (на скупштини је било укупно 757 делегата, од којих 578 Срба, 84 Буњевца, 62 Словака, 21 Русин, 6, Немаца, 3 Шокца, 2 Хрвата и 1 Мађар). Велика народна скупштина од 25. новембра није само прогласила присаједињење Баната, Бачке и Барање Краљевини Србији, већ је, такође, донела одлуку о формирању покрајинске управе (владе и скупштине) у овим регионима. Покрајинска влада је званично названа „Народна управа за Банат, Бачку и Барању“, а за њеног председника изабран је др. Јован Лалошевић, док је покрајинска скупштина званично названа „Велики народни савет“, за чијег је председника изабран др. Славко Милетић. Иако је влада у Београду прихватила одлуку о присаједињењу Баната, Бачке и Барање Краљевини Србији, она није званично признала Народну управу, која је управљала овим подручјима све до 11. марта 1919. године, када је одржала своју последњу седницу. Власт Народне управе простирала се не само у оним деловима Баната, Бачке и Барање који су на мировној конференцији признати као део Краљевине Срба, Хрвата и Словенаца, већ у свим деловима ових региона, које је контролисала војска Краљевине Србије од новембра 1918. године, укључујући и делове који данас припадају Румунији и Мађарској. Иако од 1919. године Народна управа Баната, Бачке и Барање није била активна, ова територија је званично чинила једну од покрајина Краљевине Срба, Хрвата и Словенаца, све до поделе земље на области 1922. године. За то време покрајина је била под директном управом централне власти у Београду.
У Хрватској и Славонији су укинути Сабор, устав и њена војска, а уместо жељене федерације, установљен је централизам. Од самих уједињења, између Срба и Хрвата долази до непомирљивих разлика. Стјепан Радић, вођа Хрватске сељачке странке, је тежио федералном републиканском концепту, док је српска власт захтевала унитарно монархистичко устројство државе. Године 1921. у Сплиту је основана Организација југославенских националиста (ОРЈУНА), милитантна промонархистичка скупина, уплетена у низ убистава хрватских и словеначких политичара и јавних личности и гушење радничкога покрета. ОРЈУНА је деловала често у савезу са Српском националном омладином (СРНАО) а против Хрватске националне омладине (ХАНАО). Далмација и Хрватско приморје били највише за уједињење у заједничку државу 1918. године
Бугарска се сматрала оштећеном при подели Македоније 1913. године, те је започела Други балкански рат. Када су Србија, Грчка, Румунија и Турска победиле Бугарску у Другом балканском рату, Вардарска Македонија (данас Северна Македонија) је постала саставни део Србије (1913—1915). Грчка или „Егејска“ Македонија је припала Грчкој, а Пиринска Бугарској. Но, Бугари су сматрали да су Македонци Бугари, а Срби да су Јужни Срби. Унутрашња Македонска Револуционарна Организација – ВМРО је основана 1893. са циљем да Македонија добије аутономију у оквирима Турске. У Првом светском рату (1914—1918) Вардарска Македонија је окупирана од стране Бугарске, која је почела да врши бугаризацију домаћег становништва. После рата је постала део Краљевине Срба, Хрвата и Словенаца (1918—1941). Чланови ВМРО-а су заједно са усташама извршили атентат на краља Југославије Александра Карађорђевића у Марсељу 1934. У Другом светском рату је била окупирана од стране Бугарске, која је била члан Хитлеровске коалиције. Западни део Вардарске Македоније је ушао у састав Велике Албаније.
После пробоја Солунског фронта 1918. године, Косово у октобру заузимају јединице српске 2. армије, и подручје нешто касније улази у састав новостворене Краљевине Срба, Хрвата и Словенаца. Већинско Албанско становништво је било против прикључења Косова и Метохије српској или југословенској држави. Често су избијале побуне и оружани отпор банди качака, а већ 1918. године основан је Косовски комитет, који се борио за издвајање територија насељених Албанцима из новоформиране Краљевине Срба, Хрвата и Словенаца и за њихово припајање Албанији. Комитет је успоставио сарадњу са бугарском Унутрашње македонском револуционарном организацијом и црногорском емиграцијом окупљеном око бившег краља Николе I, а примао је помоћ у новцу и оружју од Италијана. Наредних година на Косову и Метохији су се водили оружани сукоби војске и жандармерије са албанским качацима. Услед појачаног притиска на Албанце и Турке под српском управом, део њих се исељава са Косова и Метохије. Подручје Косова и Метохије је 1922. године подељено на 5 области: Врањску, Косовску, Скопску, Зетску и Рашку, а од 1929. године је ушло у састав 3 бановине: Зетску, Моравску и Вардарску.

## Привремено представништво
Одмах након уједињења, преговори између Народног вијећа Државе Словенаца, Хрвата и Срба и српске владе су резултовале споразумом око нове владе којом би председавао Никола Пашић. Међутим, када је ово послато регенту на усвајање, оно је одбијен и тако је изазвао прву кризу владе у новој држави. Све странке су ово означиле као кршење парламентарних принципа, али је криза превазиђена када су се све стране сложиле да замене Пашића Стојаном Протићем који је био водећи члан Пашићеве Народне радикалне странке. Нова привремена влада је створена 20. децембра 1918. До избора за Уставотворну скупштину, Привремено представништво је служило као парламент који су формирали делегати из разних изабраних тела која су постојала пре стварања државе. Удруживањем странака комбиновањем неколико чланова српске опозиција са странкама из бивше Аустроугарске је довела до стварања нове Демократске странке, која је доминирала Привременим представништвом и владом.
Пошто је Демократска странка предвођена Љубомиром Давидовићем заговарала врло централизован програм, неколико хрватских делегата је прешло у опозицију. Међутим, ни радикали нису били срећни пошто су имали само три министра наспрам 11 Демократске странке и 16. августа 1919. Стојан Протић је поднео оставку. Љубомир Давидовић је онда основао коалицију са Социјалдемократском странком. Ова влада је имала већину, али кворум у Привременом представништву је био половина плус 1 глас. Опозиција је почела да бојкотује парламент, а пошто се влада није могла ослонити да ће се све њене присталице појавити, постало је немогуће да влада закаже седницу у скупштини са довољним бројем посланика. Давидовић је ускоро поднео оставку, али пошто нико други није могао да формира владу, он је опет постао премијер. Пошто је опозиција наставила са бојкотом, влада је одлучила да влада преко уредби. Ово је било нападнуто од стране опозиције која је почела да назива себе „скупштинска заједница“. Давидовић је схватио да је стање неодрживо и затражио од краља да одмах закаже изборе за уставотворну скупштину. Када је краљ Петар одбио, Давидовић није имао избора осим да поднесе оставку.

### Скупштинска заједница
Скуштинска заједница је сада формирала владу предвођену Стојаном Протићем посвећену успостављењу парламентарних норми и слабљењу централизације претходне владе. Њихово противљење програму радикалне аграрне реформе претходне владе их је такође ујединило. Пошто је неколико мањих група и појединаца променило страну, сада је Протић имао тесну већину. Међутим, и Демократска странка и социјалдемократе су сада бојкотовале скупштину и Протић није могао да рачуна на кворум. Отуда је и Скупштинска заједница, сада у влади, била приморана да влада уредбама.
Скупштинску заједницу је тако кршење основних принципа око којих су се окупили ставило у изузетно тежак положај. У априлу 1920. избили су велики раднички протести, који су укључивали штрајк железничара. Ово је натерало две највеће странке да превазиђу своје разлике. Након успешних преговора Протић је поднео оставку како би се створила нова влада којом је председавао неутрална фигура Миленко Веснић. Социјалдемократе нису следили своје бивше савезнике јер су били против антикомунистичких мера којима се бавила нова влада.
Контроверзе које су раније поделиле странке су још увек биле актуелно питање. Демократска странка је наставила да заговара свој програм централизације и потребе за радикалном аграрном реформом. Несугласице око изборног закона су коначно довеле до тога да Демократска странка гласа против владе и влада је пала. Иако на овом заседање није било довољно присутних, Веснић је то искористио као изговор да поднесе оставку. Његова акција је дала резултат који је очекивао и Народна радикална странка се сложила да прихвати потребу за централизацијом, док се Демократска странка сложила да се одрекне својих захтева за аграрну реформу и Веснић је опет био на челу владе. Хрватска заједница и Словеначка народна странка нису биле срећне због прихватања централизације од стране радикала, као ни Стојан Протић, који се повукао из владе због овог питања.
У септембру 1920. су избили сељачки немири у Хрватској, чији је непосредан повод било жигосање стоке. Хрватска заједница је за ово окривила централизовану политику владе, а посебно министра Светозара Прибићевића.

### Уставотворна скупштина
Један од неколико закона које је усвојило Привремено представништво је био изборни закон за Уставотворну скупштину. Током преговора који су претходили оснивању нове државе било је договорено да ће гласање бити тајно и засновано на општем праву гласа. Социјалдемократе и Словенска људска странка су подржавале право гласа за жене, док су се радикали противили. Демократска странка је била декларативно за ту идеју, али јој се није довољно посветила, па овај предлог није прошао. Пропорционално представништво је прихваћено као принцип, али је изабрани систем фаворизовао велике странке и странке са јаком регионалном подршком.
Избори 28. новембра 1920. Када су гласови пребројани, Демократска странка је освојила највише седишта, више од радикала, али тек неколико више. За странку која је била доминантна у Привременом представништву то је значило пораз. Даље, они су прошли још горе у свим бившим аустроугарским крајевима. То је пољуљало њихово веровање да њихова централистичка политика представља вољу Југословена као целине. Ни радикали нису боље прошли у тим крајевима, али је то њима представљао много мањи проблем јер су отворено иступали као српска партија. Драматичнији успех су постигле две антисистемске партије. Вођство Хрватске републиканске сељачке странке је било пуштено из затвора тек када је изборна кампања већ почела, али према неким историчарима ово им је више помогло него активна кампања. Други добитници су били комунисти, који су била трећа странка по јачини у скупштини и који су прошли изузетно добро у Македонији. За разлику од осталих странака у краљевини, КПЈ је била револуционарна, и подржавала је многе штрајкове, демонстрације, па чак и терористичке чинове. Прекретница је био штрајк рудара у Хусину поред Тузле, када су убијен један полицајац и четири рудара. Зато је влада, на предлог министра унутрашњих послова Милорада Драшковића, 30. децембра 1920. издала Обзнану, којом је привремено забрањена КПЈ. Једина легална комунистичка активност је било ангажовање у Уставотворној скупштини. Остатак места у скупштини су заузеле мање странке које су, у најбољем случају, биле скептичне према централистичкој платформи Демократске странке.
Резултати избора су ставили Николу Пашића у изузетно повољном положају, пошто Демократска странка није имала избора, осим да удружи са радикалима, уколико је желела да њихов концепт централистичке државе прође. Са друге стране, Пашић је увек био опрезан да држи отвореном опцију у односима са хрватском опозицијом. Демократе и радикали заједно нису били довољно јаки да сами донесу устав, па су направили коалицију са Југословенском муслиманском организацијом. Ова странка је тражила и добила уступке око очувања Босне у њеним границама и око тога како ће аграрна реформа утицати на муслиманске земљопоседнике у Босни. Хрватска сељачка странка (ХСС) је одбила да се закуне на оданост краљу, пошто је то значило да ће држава остати монархија, а они су сматрали да само грађани могу да одлуче о облику владавине. Стога, они нису могли да заузму своје места у скупштини. Иако је већина опозиције заузела своја места у парламенту, многи су временом објављивали бојкот, тако да је у скупштини остало само неколико гласова против. Међутим, устав је тражио 50% плус један глас да буде усвојен без обзира колико ће бити гласова против. Само је уступак српских политичара Џемету - који су била група муслимана са Македоније и Косова - омогућио да устав буде усвојен.

### Видовдански устав
Устав је усвојен на Видовдан 28. јуна 1921, који је успоставио унитарну монархију. Ово није одговарало комунистима, па су организовали неуспешан атентат на краља Александра I Карађорђевића. Због тога се појачала кампања против комунистичке идеје. Комунисти су желели да се освете Драшковићу за Обзнану, па су га убили 21. јула 1921. Као резултат овога усвојен је Закон о заштити јавне безбедности и поретка у држави, који је забранио Комунистичку партију и сваку комунистичку активност.

## Владавина краља Александра Ујединитеља
После смрти краља Петра  (16. августа 1921), Регент Александар је постао краљ Срба, Хрвата и Словенаца. 1922. године оженио се принцезом Маријом од Румуније.
Видовданским уставом су напуштени традиционални региони пре Првог светског рата, а замењени 26. априла 1922. године, са 33 нових административних области, којима се управљало из центра око ког су успостављене.
Након тога, 1923. године хрватски вођа Стјепан Радић креће по Паризу, Лондону и Москви, тражећи помоћ у решавању „хрватског питања“. Настојећи да придобије страну помоћ, Стјепан Радић је 1924. посетио Москву и учланио странку у Сељачку интернационалу. Крајем исте године влада Краљевине на ХРСС примењује Обзнану, забрањује њено деловање и хапси Радића. У затвору, Радић прихвата монархију и одриче се републиканизма, те странка мења име, избацујући придев „републиканска“. Пуштен је 1925. године, након чега се вратио у скупштину.
Српски политичари су сматрали Србију за стандардног носиоца југословенског јединства, као што је Пијемонт био за Италију или Пруска за Немачку. Током наредних година, хрватски отпор српској централистичкој политици се наставио.

### Атентат у скупштини
У пролеће 1928, Стјепан Радић и Светозар Прибићевић су водили огорчену борбу против усвајања Нептунске конвенције са Италијом. За ово су мобилисали опозицију у Србији, али су изазвали насилну реакцију владајуће већине, укључујући и претње смрћу.
На скупштинској седници 20. јуна 1928. године Пуниша Рачић, српски политичар из Црне Горе, је пиштољем пуцао на посланике Хрватске сељачке странке, притом је ранио њеног вођу Стјепана Радића, који је смртно рањен преминуо након месец дана. На лицу места су погинули Стјепанов брат Павле и посланик Ђура Басаричек.
После овога, хрватска опозиција се комплетно повукла из скупштине, изјавивши да се неће вратити у скупштину у којој је убијено неколико њених посланика. 1. августа, на састанку у Загребу, су осудили проглашење Краљевине СХС од 1. децембра и затражили да се преговори о уједињењу почну испочетка. Стјепан Радић је преминуо 8. августа 1928. године. 1. септембра исте године конференција Хрватске странке права у Загребу доноси одлуку о самосталности и независности Хрватске.

### Шестојануарска диктатура
Дана 6. јануара 1929. године, користећи као изговор политичку кризу коју су изазвала убиства, краљ Александар је укинуо Видовдански устав, распустио Народну скупштину и објавио Закон о краљевској власти и врховној државној управи, који је пренео извршну власт на краља, којом се забрањује рад свих политичких странака и синдиката. Краљ Александар је тиме завео личну диктатуру.
3. октобра промењено име државе Краљевина Срба, Хрвата и Словенаца у Краљевина Југославија, проглашена идеологија „интегралног југославенства“, и променио унутрашњу поделу са 33 области на 9 бановина.
Током диктатуре прогањани су и затварани многи политички противници централизма, пре свега чланови Комунистичке партије Југославије, Хрватске сељачке странке и Унутрашње македонске револуционарне организације.

### Октроисани устав и крај диктатуре
Краљ је 3. септембра 1931. године одустао од отворене диктатуре и донео је Октроисани устав.
Спроведени су формални парламентарни избори на којима се појавила само једна странка, режимска Југословенско радничко-сељачка демократија (касније преименована у Југословенску националну странку), на челу са генералом Живковићем. Тиме је окончана Шестојануарска диктатура.
Комунистичка партија Југославије је позвала народ да се оружано супротстави диктатури. Влада генерала Петра Живковића после овог позива је кренула свим средствима да уништи КПЈ. Прва жртва је био политички секретар КПЈ Ђуро Ђаковић. У овим акцијама полиције и режима страдали су још и Никола Хећимовић, секретар Црвене помоћи, као и чланови ЦК КПЈ Марко Машановић, Риста Самарџић, Божо Видас Вук, Брацан Брацановић и седморица секретара СКОЈ-а. До средине 1932. године, само пред Државним судом за заштиту државе одржана су 83 судска процеса против комуниста. На робију од 15 година осуђени су између осталих: Јосип Краш, Ђуро Пуцар Стари, Иван Милутиновић, Отокар Кершовани, Едвард Кардељ, Јован Веселинов, Александар Ранковић, Борис Кидрич и остали.
Хрватски отпор новом режиму је био јак и крајем 1932. Хрватска сељачка странка је објавила Загребачки манифест који је захтевао „крај српске доминације и диктатуре“. Режим је на ово реаговао затварањем многих политичких противника, укључујући новог вођу Хрватске сељачке странке Влатка Мачека. Упркос овим мерама, опозиција диктатури је настављена, док су Хрвати тражили решење „Хрватског питања“. Крајем 1934, краљ је планирао да ослободи Мачека из затвора, спроведе демократске реформе и покуша да нађе заједнички језик између Срба и Хрвата.
У затвору Лепоглава почетком 1934. године долази до стварања „Заједнице политичких осуђеника: хрватских националних револуционара, македонских националних револуционара и комуниста“, у циљу заједничке борбе против диктатуре.

### Атентат у Марсељу
Атентат у Марсељу на краља Александра I Карађорђевића се одиграо у уторак, 9. октобра 1934. године, приликом његове званичне посете Француској, у Марсељу, на тргу Берзамски, у 16 часова и 20 минута.
Атентатор, Владо Черноземски, пореклом Бугарин, припадник Унутрашње македонске револуционарне организације (ВМРО), усмртио је краља Александра са четири метка, а једним је лакше ранио француског министра иностраних послова Луја Бартуа, који је услед неадекватне медицинске помоћи искрварио и умро.
Око атентата су сарађивали усташе и унутрашња македонска револуционарна организација, који нису желели да Хрвати и Македонци (које су неки сматрали Бугарима) живе под српском доминацијом, посебно након завођења шестојануарске диктатуре и доношења септембарског устава, већ су се залагали за стварање независних држава Македоније  и Хрватске. У атентат су биле умешане и поједине стране силе, у првом реду Фашистичка Италија, која је имала територијалне претензије ка Југославији, односно њеној јадранској обали.

## Намесништво
Пошто је најстарији Александров син Петар II био малолетан, трочлано Намесништво, одређено по Александровој жељи, је преузело улогу краља. Намесништвом је доминирао краљев брат кнез Павле Карађорђевић, а чланови су били још Иво Перовић и Раденко Станковић. Вољом Кнеза Павла, на чело владе, задржавши министарство спољних послова, дошао је Богољуб Јевтић — генералски пашеног брата Петра Живковића. Као награду што му се приклонио проглашењем тестамента о намесницима, кнез Павле је Петра Живковића поставио на место министра војске и морнарице. На два места у Влади нашли су се профранцуски дипломата и профранцуски генерал. Кнез Павле је на почетку свог намесништва, у прво време рачунао са Французима као противтежом Италијанима. Јевтићева влада наступила је са програмом остајања на „бранику народног и државној јединства“: „Чувајте Југославију, чувати јединство југословенске нације, то је највећи закон за све и сваког, то је недоступан захтев за цело наше поколење, и за будућност.“ Јевтић се представљао као чувар аманет краља-мученика и фактор измирења.

### Влада Милана Стојадиновића
У ситуацији новог заоштравања после петомајских избора, кнез Павле Карађорђевић, делујући из позадине, изазвао пад Јевтићеве владе и мандат за састав нове доделио Милану Стојадиновићу. Стојадиновићев долазак на чело Владе, 24. јуна 1935. године, значио је да је у Београду превагнуо британски утицај. Познати финансијски стручњак био је директор филијала два британска концерна у Краљевини Југославији. Када је Стојадиновић преузео место председника владе, унутрашња ситуација Југославије већ је означавала тенденције ка једној значајној политичкој промени. Ослањајући се на кнеза Павла, Милан Стојадиновић се посветио пре свега два изузетно тешким задацима, а то је коренита измена југословенске унутрашње и спољне политике. Језгро Стојадиновићеве владе чинили су припадници Главног одбора Народне радикалне странке, Словенске људске странке и ЈМО - која је убрзо после петомајских избора напустила опозиционо табор. Стојадиновић је увидео, да земљу треба сместа довести до смирења. Зато је привукао у владу представнике Словенаца и босанских Муслимана као и присталице старе србијанске Радикалне странке, која је још увек представљала најјачу странку у Србији. У Декларацији владе 4. јула 1935. године Стојадиновић је, дистанцирајући се од Јевтића и његове владе, оспорио било чији монопол на југословенски идеал: „Аманет који је оставио покојни Витешки Краљ Александар Први Ујединитељ да чувамо Југославију велики је Аманет, али тај Аманет није остављен на чување једној влади или једној политичкој групи. Тај Аманет остављен је целом југословенском народу." Влада Стојадиновић - Корошец - Спахо пошла је од тога да ће Ујединитељев аманет најбоље сачувати ако буде ишла путем смиривања и стишавања политичких заоштрености. У Хрватској започео је да проводи политику попуштања и најширег споразумевања да и онде дође што пре до смирења. Стојадиновић је показао намеру да прими у владу и представнике Хрвата, али му није успело да спроведе ту замисао, јер су Хрвати одмах захтевали ревизију Устава, што кнез Павле није био спреман да одобри, због отпора који би то изазвало код Срба, мада је и сам мислио да је постојећи устав недемократски.
Конкордатска криза или Конкордатска борба је назив за верско-политичку кризу у Краљевини Југославији која се распламсала 1937. године. Министар правде Људевит Ауер је потписао конкордат у Риму 1935. године. Новембра 1936. Намесништво је издало указ којим је овластило Владу Стојадиновић-Корошец-Спахо да Конкордат упути Народној скупштини на усвајање. Децембра 1936. године Архијерејски сабор упутио је влади меморандума са поруком да Српска православна црква не може на такву одлуку да пристане. Увече, 23. јулa 1937. године, Конкордат је у Народној скупштини изгласан са 166 гласова, уз 129 против. Требало је да буде изгласан у Сенату, у коме је влада лошије стајала. Али, још исто вече, Стојадиновић је пред посланицима ЈРЗ објавио да ће се неко време сачекати са изношењем Конкордата пред Сенат. При крају дана, у коме је у доњем дому изгласан Конкордат, умро је патријарх Варнава. Свим члановима владе, осим министра војног генерала Марића, било је забрањено да присуствују сахрани. Иначе патријарх је сахрањен тек 3. августа 1937. године. После гласања у Скупштини 1. августa 1937. године, Свети архијерејски синод једногласно је донео одлуку о екскомуникацији министара и посланика православне вере, који су гласали за Конкордат и искључени су из цркве. Председник владе Стојадиновић је тражио да се укине екскомуникација. После Владиног одрицања од конкордата и Црква је попустила у свом ставу према екскомуникацији. На спољнополитичком плану, Стојадиновић је конкордатом хтео да потврди своје пријатељске везе са италијанском владом. Али, и италијанска влада, бринући се да конкордатска криза не доведе до Стојадиновићевог пада, почела се хладити према конкордату. Пошто су обе стране у спору попустиле, у фебруару 1938. године, за новог патријарха изабран је Гаврило Дожић.

### Влада Драгише Цветковића
Драгиша је учествовао у рушењу владе Милана Стојадиновића 1939. године, после чега постаје нови председник владе Краљевине Југославије, а нешто касније успео је да у новој влади укључи Хрвате. Крајем 30их, унутрашње тензије су наставиле да расту српским и хрватским тежњама за успостављањем етничких федералних јединица. Срби су желели да се данашња Македонија, Војводина, Црна Гора уједини са српским земљама, док су Хрвати тражили Далмацију и део Војводине. Обе стране су тражиле територију данашње Босне и Херцеговине. Експанзија нацистичке Немачке 1938. је дала нови подстрек напорима да се реше ови проблеми. Кнез Павле је 1939. именовао Драгишу Цветковића за новог премијера, са циљем постизања споразума са хрватском опозицијом. Према овом споразуму, Влатко Мачек је постао потпредседник владе Југославије и створена је аутономна Бановина Хрватска са својим сабором. Ове промене нису задовољиле Србе који су били забринути за статус српске мањине у новој Бановини Хрватској и који су желели још Босне и Херцеговине као српску територију. Хрватске усташе су такође биле незадовољне било којим решењем који је био мањи од пуне независности Хрватске са целом Босном и Херцеговином. Дана 25. марта 1941. године, кнез Павле Карађорђевић, први намесник Краљевине Југославије пристао је на Тројни пакт. Хитлеру није било лако да натера Југославију на овај споразум. Постојала је врло јака антинемачка струја у земљи, првенствено код већинског српског становништва. Због овога су се одржале масовне демонстрације у Београду, Нишу и Ужицу.

### Мартовски преврат
Војни пуч 27. марта 1941. је извела завереничка група високих официра Југословенске војске збацивши с власти трочлано краљевско Намесништво и владу која је два дана раније, 25. марта 1941. потписала протокол у Бечу о приступању Краљевине Југославије Тројном пакту, а Југославија је de facto повукла своју подршку силама Осовине, а да није званично напустила Тројни пакт. Кнез Павле је 27. марта 1941. отишао у Грчку и тамо је предат у енглеске руке.
Војни завереници су предали власт малолетном краљу Петру II Карађорђевићу и основали Владу на чијем челу се нашао један од њих, командант Војног Ваздухопловства генерал Душан Симовић, а за потпредседника владе академик Слободан Јовановић.
Уз 28. јун 1914. када је извршен Сарајевски атентат овај датум, односно, догађај се сматра за најважнијим у српској и југословенској историји 20. века.

## Други светски рат у Југославији (1941—1945)
Иако се нова влада супротставила Немачкој, плашили су се да, ако Хитлер нападне Југославију, Велика Британија неће бити у могућности да помогне. Силе Осовине су напале Југославију 6. априла.

### Априлски рат
Априлски рат (хрв. Travanjski rat, словен. Aprilska vojna) је име за немачку инвазију (кодног назива Директива 25) на Краљевину Југославију 6. априла 1941. Ова операција означава почетак Другог светског рата на територији Југославије.
Напад је извршен копненим путем, из више праваца. Немачке, италијанске и мађарске трупе продрле су на територију Југославије из правца Италије, Аустрије (тада већ у саставу Трећег рајха), Мађарске, Румуније, Бугарске и Албаније. Тешко је бомбардован Београд. У исто време отпочео је и немачки напад на Грчку под кодним називом Операција Марита.
Краљевска породица, укључујући Петра II Карађорђевића, је побегла у иностранство.

### Окупаторска подела Југославије
Ускоро су силе Осовине поделиле Краљевину Југославију у неколико области:
- На подручју Хрватске и Босне је успостављена Независна Држава Хрватска
- Подручје Војног заповедника у Србији, је стављен под управу Милана Недића, који је још увек признавао Петра II за краља.
  - Банат у Другом светском рату, је био аутономни политички ентитет у саставу Србије под немачком окупацијом.
- На подручју Црне Горе и Санџака је успостављена Независна Држава Црна Гора
- Окупацију Бачке, Барање, Прекомурја и Међимурја је извршила Хортијева Мађарска.
- Бугарска је ставила под управу већи део Македоније и делове југоисточне Србије.
  - Независна Држава Македонија је назив за покушај стварања марионетске државе под патронатом Немачке на подручју Македоније.
- Албанија је ставила под управу већи део Косова и Метохије и пограничне делове Македоније и Црне Горе.
- Краљевина Италија је анектирала већи део јадранске обале и западни део Словеније.
- Нацистичка Немачка је анектирала већи део Словеније.

### Геноцид у Другом свјетском рату
Током Другог свјетског рата извршен је геноцид над српским становништвом, у коме је између 900.000 и 1.200.000 Срба је убијено на подручју НДХ и остатка окупиране Југославије.
Службени извјештај Демократске Федеративне Југославије (ДФЈ), касније Федералне Народне Републике Југославије (ФНРЈ), објављен 26. маја 1945, наводи да је укупан број жртава рата (људи свих националности, убијени или умрли као посљедица рата) износи 1.685.000 (један милион и шест стотина и осамдесет пет хиљада).
Касније, Државна комисија задужена за утврђивање ратних злочина на простору Југославије утврђује да је број жртава рата 1.706.000.

### Антиосовинска коалиција
Петар II, који је побегао у иностранство, је још увек од стране савезника сматран за краља. Међутим, током рата, ефективна власт је прешла у руке југословенских партизана, предвођених Комунистичком партијом Југославије. 16. јуна 1944. је потписан Вишки споразум, који је ујединио две паралелне владе. Демократска Федеративна Југославија, као монархија на челу са Петром II и хибридном владом састављеном од представника Националног комитета ослобођења Југославије и чланова монархистичке избегличке владе, званично је проглашена 10. августа 1945. године. Нове комунистичке власти су 29. новембра 1945. прогласиле Федеративну Народну Републику Југославију и укинуле монархију, чиме је прекинут правни континуитет Краљевине Југославије.

### Народноослободилачка борба
Народноослободилачка борба (НОБ) или Народноослободилачки рат (НОР) је појам којим се означава борба југословенских народа, предвођених Комунистичком партијом Југославије, за ослобођење од фашистичке окупације током Другог светског рата. Обухвата временски период од јула 1941. до маја 1945. године, на целокупној територији Југославије. У историографији бивше СФРЈ ова борба се често називала — Народноослободилачки рат и социјалистичка револуција.

### Југословенска војска у отаџбини
Југословенска војска у отаџбини или Равногорски покрет (чији су припадници познати као четници) је била југословенска (већински српска), ројалистичка герилска организација у Другом светском рату коју је 13. маја 1941. на Равној гори основао пуковник Драгољуб Михаиловић, као снагу одану југословенској краљевској влади у избеглиштву. У Другом светском рату четници су укључивали највише Срба.
Након неколико почетних окршаја са окупаторским силама Осовине, четници су се поделили, од којих се један део борио против Немаца, док се други сконцентрисао на борбу против комунистичких партизана, понекад сарађујући са Италијанима (који су понудили заштиту од усташких злочина), а понекад чак и са немачким и усташким снагама. Након Техеранске конференције 1943, Савезници, који су подржавали четнике, су преусмерили своју подршку ривалским партизанима. 1944. краљевска влада је признала партизане као легитимну југословенску оружану снагу и наредила четницима да се придруже новооснованој Југословенској Армији.
Последње четничке јединице под командом Драгољуба Михаиловића су заробљене у источној Босни и Херцеговини. Њему је суђено, проглашен је кривим за велеиздају и ратне злочине и погубљен је.

### Партизанско-четнички сукоб
Партизанско-четнички сукоб је био политички и војни сукоб који је своју кулминацију достигао током Другог светског рата у Југославији.
Децембра 1943, Рузвелт, Черчил и Стаљин су одлучили да подрже партизане (Техеранска конференција).

### Демократска Федеративна Југославија (1943—1945)
Демократска Федеративна Југославија је реконституисана на конференцији АВНОЈ-а у Јајцу, (од 29. новембра до 4. децембра 1943), док су се преговори са Краљевском Владом у изгнанству наставили. 29. новембра 1945.
Одлукама Другог заседања АВНОЈ-а од 29. новембра 1943. године, постављени су принципи за оснивање федеративне државе југословенских народа после Другог светског рата, под вођством Комунистичке партије Југославије. Предвиђено је да Југославија буде федерација 6 република: СР Словенија, СР Хрватска, СР Босна и Херцеговина, СР Србија, СР Црна Гора и СР Македонија. Ова држава би правно заменила Краљевину Југославију, уз нека територијална проширења (Истра, Приморска).
Демократска Федеративна Југославија (скраћено ДФЈ) је држава која је истовремено представљала последњи период Краљевине Југославије и први период социјалистичке Југославије.
У Сан Франциску 26. јуна 1945. су представник Југославије, заједно са представницима још 49 земаља, потписао Повељу о оснивању Организације уједињених нација (ОУН), која је ступила на снагу 24. октобра.
29. новембра 1945. у Београду одржано Прво заседање Уставотворне скупштине, на којем је прихваћена „Декларација о проглашењу Федеративне Народне Републике Југославије“ (ФНРЈ). Овом одлуком Југославија је престала да буде монархија и постала федерална република.